# Индигеты
Индиге́ты (лат. Indiges, Indigetes) — у древних римлян название местных «отечественных» богов, которые некогда жили в Лациуме как люди, но после смерти стали богами-покровителями местного населения.
К числу индигетов относятся Янус, Пик, Фавн, Интерцидона, особенно Эней, отчасти Эвандр, Геркулес, Кастор и Поллукс. Как Ромул после смерти становится богом Квирином, а царь Латин — Юпитером Латийским (Latiaris), так и Эней, исчезнувший после битвы на берегах Нумика, стал призываться в молитвах как Deus Indiges. Часто индигеты объединяются и отождествляются в предании и молитвах с ларами и пенатами. В греческих верованиях индигеты соответствовали греч. δαίμονες ἐγχώριοι.